# Casavecchia (vitigno)
Il Casavecchia è un tipo di vitigno italiano a bacca nera presente in Campania.